# Laurence Ferrariová
Laurence Ferrariová (* 5. července 1966 Aix-les-Bains, Savojsko) je francouzská novinářka, která k roku 2012 působila jako moderátorka večerního zpravodajství na veřejnoprávní stanici TF1. Jedná se o nejsledovanější televizní zpravodajský pořad v Evropě.

## Osobní život

### Vzdělání
Narodila se roku 1966 v savojském městě Aix-les-Bains do rodiny bývalého starosty obce a poslance Národního shromáždění Gratiena Ferrariho, který měl italské kořeny. V Lyonu navštěvovala střední školu École Française des Attachés de Presse zaměřenou na média, a poté absolvovala pařížskou Univerzitu Paříž 1 Panthéon-Sorbonne s magisterským diplomem v politické a kulturní komunikaci. Má tři starší sestry.

### Profesní kariéra
Kariéru začínala v roce 1986 jako kreativec v tiskové agentuře AFP a v periodiku Le Figaro Magazine. Působila také na rozhlasové stanici Europe 1, kde zpracovávala téma zdravotnictví.
Televizní dráhu nastartovala v roce 1994, když spolu s Michelem Druckerem moderovala Studio Gabriel na kanálu France 2, a poté s kolegou Jeanem-Pierrem Pernautem pořad Combien ça coûte ? na TF1. Od roku 2001 v neděli večer spoluuváděla s bývalým manželem Thomasem Huguesem magazín Sept à Huit na TF1. Následně v roce 2006 přešla na stanici Canal+, kde moderovala politický týdeník Dimanche +, jenž také zpracovával francouzské prezidentské volby v roce 2007. V červnu 2008 pak byla vybrána do pozice nové moderátorky zpravodajství vysílaného v pracovní dny Le 20 Heures de TF1, které představuje nejsledovanější večerní zprávy na evropském kontinentu. Uvádět je začala 25. srpna 2008, když vystřídala Patricka Poivre d'Arvora, který na tomto místě pracoval předešlých dvacet jedna let.
Kontroverzním se stal její rozhovor s íránským prezidentem Mahmúdem Ahmadínežádem z roku 2010, jenž vedla s vlasy zahalenými šátkem.
2. května 2012 společně s Davidem Pujadasem uváděla jedinou debatu mezi Nicolasem Sarkozym a Françoisem Hollandem před 2. kolem francouzských prezidentských voleb 2012.

### Soukromý život
V říjnu 2007 se po čtrnácti letech rozešla s manželem, také novinářem, Thomasem Huguesem, s nímž má syna a dceru.
Od roku 2008 je jejím partnerem hudebník Renaud Capuçon. V červenci 2009 se za něj provdala v 16. pařížském obvodu. Z manželství vzešel syn narozený v listopadu  2010.